# San Pablo Tijaltepec
San Pablo Tijaltepec är en ort i Mexiko.   Den ligger i kommunen San Pablo Tijaltepec och delstaten Oaxaca, i den sydöstra delen av landet, 300 km sydost om huvudstaden Mexico City. San Pablo Tijaltepec ligger 2 263 meter över havet och antalet invånare är 366.
Terrängen runt San Pablo Tijaltepec är kuperad åt nordväst, men åt sydost är den bergig. Terrängen runt San Pablo Tijaltepec sluttar brant österut. Runt San Pablo Tijaltepec är det glesbefolkat, med 14 invånare per kvadratkilometer. Närmaste större samhälle är Villa Chalcatongo de Hidalgo, 7,6 km väster om San Pablo Tijaltepec. I omgivningarna runt San Pablo Tijaltepec växer huvudsakligen savannskog.